# ラジ・チェティ
ナダーラジャン・"ラジ"・チェティ (Nadarajan "Raj" Chetty、1979年8月4日 - ) は、インド生まれの米国経済学者で、ハーバード大学の公共経済学教授。近年の論文の中には、米国の機会均等や学生の成績における教師の長期影響を研究したものがある。
28歳で教員としての終身雇用資格を与えられたチェティは、ハーバード大学経済学部の歴史において最も若い終身教員の一人となった。彼はジョン・ベイツ・クラーク賞と2012年マッカーサー・フェローの受賞者である。また2021年4月現在、彼は『Journal of Public Economics（公共経済学の学術誌）』の編集顧問でもある。2020年には、インドで科学研究の功績を認める最高額賞金のインフォシス賞経済部門を受賞した。

## 学歴と職歴
ラジ・チェティはインドのニューデリーで生まれ、9歳までそこで暮らしていた。彼の一家は、1988年に米国に移住した。チェティは1997年にミルウォーキー大学を卒業し、2000年にハーバード大学で学士号を取得。続けて2003年には論文「Consumption commitments, risk preferences, and optimal unemployment insurance（消費の確約, リスク嗜好, 最適な失業保険）」で博士号もハーバード大学で取得した。大学2年の時、一般通念とは逆に金利上昇が時には更なる投資をもたらす場合があるとの考察を提唱した後、チェティは彼の指導者マーティン・フェルドシュタインから自分の考えを追求するように言われた。
2003年、23歳でチェティはカリフォルニア大学バークレー校の経済学助教授となり、27歳で終身資格の准教授になった。 2009年、チェティはハーバード大学に戻り、経済学特別教授および経済学応用・政策研究所(Lab for Economic Applications and Policy)の所長を務めた。2015年、チェティはスタンフォード大学に異動して、経済学部の教授となった。2018年6月、頻繁に彼と共同執筆するジョン・フリードマンがハーバード大学にチェティが戻ると発表した。同年7月、彼はジョン・フリードマンおよびナサニエル・ヘンドレンと共にOpportunity Insights（無党派かつ非営利の政策研究所）の創設理事に就任した。

## 研究
2011年にチェティはジョン・フリードマンやジョナ・ロコフと共に、試験点数に基づく付加価値手法が未観察な生徒の特性によって偏ることは実質的に無く、高付加価値な教師の教え子が人生の後半に卓越した成果をあげることを発見した。
チェティはまた、米国内で流動性 (経済学)に凄まじい変動があることを示す研究や、最適な失業給付レベルに関する研究でも知られている。

## 顕彰
2008年、エコノミスト紙とニューヨーク・タイムズ紙は、チェティを世界の頂点にいる若手経済学者8人の一角に挙げた。チェティは世界で最も引用されている若手経済学者の一人である。2010年、政治経済学の学術誌に掲載された論文「モラルハザードと戦う流動資産と最適な失業保険」によって彼は労働経済研究所(IZA)から若手労働経済学者賞(Young Labor Economist Award)を受賞した。
2012年、彼はマッカーサー基金から同財団の（通称）天才助成金が下りて、以後5年間で50万ドルを受け取るマッカーサー・フェロー23人の一人となった。
チェティは2013年ジョン・ベイツ・クラーク賞の受賞者で、これはアメリカ経済学会より「経済的な思想および知識に多大な貢献をしたと判定される40歳未満の米国経済学者」に授与されるものである。
2015年にチェティはパドマ・シュリー勲章を叙勲、これはインド政府から何らかの分野における殊勲に対して贈られるものである。
ジョージ・メイソン大学の経済学者タイラー・コーウェンは、2017年にチェティを「現在世界で最も影響力ある唯一の経済学者」と評した。
チェティの研究は、ニューヨーク・タイムズ紙のほかアトランティック誌、Our World in Data、Voxで報じられた。
2018年、彼は米国科学アカデミー会員に選出された。
2019年、彼はニューヨーク・カーネギー財団からアンドリュー・カーネギー奨学金を授与された。
2020年12月、彼は「経済機会の障壁を特定する先駆的な研究と、人々が貧困からより良い生活成果に向けて脱する手助けとなる解決法を開発している」として、インフォシス賞の社会科学（経済）部門を受賞した。2023年
クラリベイト引用栄誉賞、ジョン・フォン・ノイマン賞受賞。2024年ベンジャミン・フランクリン・メダル受賞。

## 著作物
- Google Scholarによるプロフィール
- Chetty, R.; Saez, E. (2005). “Dividend Taxes and Corporate Behavior: Evidence from the 2003 Dividend Tax Cut”. The Quarterly Journal of Economics 120 (3):  791. doi:10.1093/qje/120.3.791. JSTOR 25098756.  オリジナルの2013-05-31時点におけるアーカイブ。 2015年8月29日閲覧。.
- Chetty, Raj; Friedman, John N.; Hilger, Nathaniel; Saez, Emmanuel; Schanzenbach, Diane Whitmore; Yagan, Danny (2011). “How does your kindergarten classroom affect your earnings? Evidence from Project STAR”. The Quarterly Journal of Economics 126 (4):  1593-1660. doi:10.1093/qje/qjr041. PMID 22256342.